# Luís de Tolosa
Luís de Tolosa, da Sicília ou de Nápoles, O.F.M. (Nocera ou Brignoles, 9 de fevereiro de 1275 – Brignoles, 19 de agosto de 1298) foi um príncipe, filho de Maria da Hungria e de Carlos II de Nápoles e bispo da Igreja Católica. Também era conhecido como Louis d'Anjou.

## Hagiografia
Foi bispo de Tolosa (França), representado em geral em vestes pontificais com um livro e um báculo. Nas Analecta Franciscana é chamado primogenitus por ter sucedido aos direitos do irmão mais velho, Carlos Martelo, morto em 1295.
Em 1288 foi mandado com dois irmãos mais para o Reino de Aragão, como reféns por seu pai, derrotado e capturado numa batalha naval nos mares de Nápoles por sicilianos e aragoneses, em 1284. Passou sete anos no cativeiro, até 1295, no castelo de Sciurana, na diocese de Tarragona, e parcialmente em Barcelona. Sua educação foi confiada a frades franciscanos, entre os quais Ponzius Carbonelli, Pedro de Falgar, e Ricardo de Middleton. Pedro João Olivi, o grande espiritual franciscano, era dos seus amigos, e em 18 de maio de 1295, escreveu aos príncipes uma grande carta. Luís sobrepujou os irmãos em santidade e cultura, e durante uma doença grave fez o voto de se tornar frade menor.
Ainda permanecia no cativeiro quando o Papa Celestino V o entregou à guarda do arcebispo de Lyon, em 7 de outubro de 1294, tendo antes dado a Francisco de Apt, franciscano que era seu confessor, a faculdade de tonsurá-lo e fazê-lo entrar em ordens menores. A Bula não parece ter sido efetivada. Foi tonsurado em 1 de novembro de 1295, depois de libertado. Luís retornou então a Nápoles.
Depois de ter renunciado a todos os direitos de sucessão em favor de seu irmão Roberto, foi ordenado subdiácono em Roma pelo papa Bonifácio VIII, e em 1296 diácono e sacerdote, em Nápoles.
Bonifácio VIII o nomeou bispo de Tolosa, mas como Luís queria antes se tornar um frade menor, recebeu o hábito franciscano em Roma do ministro-geral da Ordem, João Minio de Murro, em 24 de dezembro de 1296, fazendo votos solenes. Foi consagrado Bispo de Tolosa pelo Papa Bonifácio VIII em 30 de dezembro de 1296.
Depois da festa de Santa Ágata, em 5 de fevereiro (1297), quando apareceu em público pela primeira vez usando o hábito franciscano, foi para Tolosa, onde suas virtudes o fizeram admirado. Era o pai dos pobres e um modelo de administração. Seu episcopado foi breve, pois em sua jornada de retorno a uma visita a sua irmã, Rainha de Aragão, foi tomado por febres e morreu em Brignoles.
Pouco resta de seu trabalho literário. Há pouco, publicou-se no «Archivium Franciscanum Historicum» um pequeno tratado seu de música. Também escreveu um «Liber de Musicae Commendatione».
Sua canonização foi promovida pelo Papa Clemente V em 1307, e solenizada pelo Papa João XXII em 7 de abril de 1317. Suas relíquias repousaram na igreja franciscana de Marselha até 1423, quando Afonso V as levou para a catedral de Valência, cidade da qual se tornou santo padroeiro. Sua festa, celebrada na Ordem franciscana em 19 de agosto, foi decretada pelo capítulo geral reunido em Marselha em 1319 e o ofício rítmico que começa «Tecum», composto pelo irmão do santo, rei Roberto de Nápoles, foi inserido no breviário franciscano pelo Capítulo Geral de Marselha de 1343, mas parece ter sido abolido pela reforma tridentina do breviário realizada sob o Papa Pio IV, em 1568.